# Parc Agustín Jerez
El parc Agustín Jerez és un parc de la ciutat de Melilla emplaçat en el barri de l'Hipòdrom.

## Història
A principis de la dècada de 1930 l'enginyer Emilio Muñoz mano plantar un grup de palmeres, per a mitigar la contaminació aèria del mineral de ferro que sortia de les pròximes instal·lacions de la Companyia Espanyola de Mines del Rif. Aquest palmerar va créixer i va veure augmentar el seu nombre d'espècies en els anys 80 en realitzar-se trasllats des de l'Esplanada de Sant Lorenzo, a petició de l'associació d'Estudis De Melilla, i va ser inaugurat en 1992, sent denominat pel conserge de la Companyia Espanyola Mines del Rif, que vivia davant del palmerar i el cuidava.

## Descripció
D'àrea quadrada, compta amb dos passejos que s'entrecreuen en forma de creu i ho divideixen en quatre parts.